# 許沢
許 沢（ホ・テク、朝鮮語: 허택）は、朝鮮民主主義人民共和国の政治家。電力工業副相(次官)。電力工業相、最高人民会議代議員などを歴任した。

## 経歴
出生地や生年月日は不明。1990年に水豊発電所三大革命小組小組長に任命された。2000年に水豊発電所技師長に転じ、2008年12月に電力工業相に任命された。この背景には、慢性的な電力不足に苦しむ北朝鮮で、水力発電所の稼働に期待し、水力発電の専門家である許沢が起用されたとされる。2009年3月に最高人民会議第12期代議員に選出され、同年4月に開催された最高人民会議第12期第1回会議で、電力工業相に再任された。その後、2012年4月に開催された最高人民会議第12期第5回会議で、電力工業相を解任され、2013年11月に電力工業副相に任命された。2015年12月に訪朝したロシアエネルギー省次官との間に、電力分野での協力に関する協定を調印した。

## 参考サイト
북한정보포털
| 先代朴南徹 | 電力工業相2008年 - 2012年 | 次代金萬寿 |